# یک ساعت با تو
یک ساعت با تو (به انگلیسی: One Hour with You) فیلم موزیکال ۸۰ دقیقه‌ای به کارگردانی جرج کیوکر با بازی موریس شوالیه است.